# Puente Frank Gehry
El puente Frank Gehry es un puente ubicado en la villa de Bilbao (País Vasco, España) que conecta la calle Julio Urquijo del barrio de Deusto con la isla de Zorrozaurre, siendo por lo tanto su construcción paralela a la excavación simultánea del canal de Deusto, el cual atraviesa.
Constituye el decimocuarto viaducto de cuantos unen las márgenes del Nervión a su paso por Bilbao, y el primero ligado a la isla de Zorrozaurre, tras el cual le siguió el puente San Ignacio-Zorrozaurre.
Su denominación es un homenaje al arquitecto canadiense Frank Gehry autor así mismo del museo Guggenheim Bilbao localizado en las proximidades de Abandoibarra.

## Historia
El 25 de octubre de 2014 será el propio Gehry el encargado de colocar la primera piedra del puente apadrinando así el proyecto.
En la madrugada del 22 de diciembre de 2014 comenzaron a llegar al entorno de Botica Vieja las piezas que componen la estructura del viaducto.
El proyecto simultáneo de culminar el canal de Deusto actuando sobre el istmo de la península de Zorrozaurre y su reconversión consecuente en isla conllevó la decisión de transportar por vía marítima los materiales extraídos del tajo. Ello obligó a introducir algunos cambios en el proyecto. El principal fue construir primero toda la obra civil del puente y dejar las labores de extracción para la última fase, con el fin de que el volumen de tierras pudiera ser trasladado directamente al puerto de Bilbao, donde formarán parte de un nuevo muelle.
El 15 de mayo de 2015, el Ayuntamiento de Bilbao proyectó abrir de forma parcial el viaducto, para uso peatonal, antes de empezar a excavar el canal de Deusto. Estimó inicialmente su inauguración durante el mes de junio y llegó a barajar después su apertura a finales de agosto. Finalmente se confirmó su estreno el 14 de septiembre.
Posteriormente, el Ayuntamiento adelantó a enero de 2016 la apertura al tráfico del puente Gehry debido al nuevo plan de excavación del canal de Deusto, fijándose la inauguración el martes 19 y convirtiéndose así en la única vía de acceso a la isla de Zorrotzaurre, tanto peatonal como rodada.

## Características
En total, son 75 metros de trazado que enlazan la isla de Zorrozaurre con la calle Julio Urquijo del barrio de Deusto en la margen derecha de la ría de Bilbao y en las inmediaciones del edificio del IMQ Zorrotzaurre.
El puente comenzó a erigirse durante las navidades de 2014, cuando se inició la instalación de las veinte piezas prefabricadas de entre 25 y 75 toneladas que lo componen. Con 28 metros de anchura, dispone de 4 carriles de circulación, 2 en cada sentido, aceras a ambos lados y un bidegorri para el tránsito de bicicletas.
Es el primer puente en Bilbao iluminado íntegramente con tecnología led.